# Charles Haskins Townsend
Charles Haskins Townsend (1859-1944) – amerykański zoolog, urodzony w mieście New Kensington w stanie Pensylwania.
Od 1897 do 1902 był związany z United States Fish Commission, pełniąc funkcję szefa wydziału rybołówstwa. Później, od 1902 do czasu przejścia na emeryturę w 1937, pracował jako dyrektor New York Aquarium w Castle Clinton. Pisał na temat rybołówstwa, wielorybnictwa, uchatek, eksploracji dna morskiego oraz zoologii.

## Wyróżnienia
W 1902 wybrano go na eksperta do rosyjsko-amerykańskiego arbitrażu ws. rybołówstwa w Hadze. W latach 1912–13 pełnił funkcję prezydenta American Fisheries Society. Został wybrany na członka towarzystwa naukowego w Akademii Nauk w Nowym Jorku.
Upamiętnia go angielska nazwa zwyczajowa nadana burzykowi białorzytnemu (Puffinus auricularis) – Townsend's Shearwater oraz łacińska nazwa kotika meksykańskiego (Arctocephalus townsendi).